# NGC 3567/1
NGC 3567/1 је лентикуларна галаксија у сазвежђу Лав која се налази на NGC листи објеката дубоког неба.
Деклинација објекта је + 5° 50' 11" а ректасцензија 11h 11m 18,7s. Привидна величина (магнитуда) објекта NGC 3567 износи 13,3 а фотографска магнитуда 14,3. NGC 35671 је још познат и под ознакама UGC 6230, MCG 1-29-11, CGCG 39-51, KCPG 276A, PGC 34004.